# Lewistown (Illinois)
Lewistown es una ciudad ubicada en el condado de Fulton en el estado estadounidense de Illinois. En el Censo de 2010 tenía una población de 2384 habitantes y una densidad poblacional de 460,23 personas por km².

## Geografía
Lewistown se encuentra ubicada en las coordenadas 40°23′49″N 90°9′20″O / 40.39694, -90.15556. Según la Oficina del Censo de los Estados Unidos, Lewistown tiene una superficie total de 5.18 km², de la cual 5.18 km² corresponden a tierra firme y (0%) 0 km² es agua.

## Demografía
Según el censo de 2010, había 2384 personas residiendo en Lewistown. La densidad de población era de 460,23 hab./km². De los 2384 habitantes, Lewistown estaba compuesto por el 97.9% blancos, el 0.92% eran afroamericanos, el 0.08% eran amerindios, el 0.13% eran asiáticos, el 0% eran isleños del Pacífico, el 0.21% eran de otras razas y el 0.76% pertenecían a dos o más razas. Del total de la población el 1.59% eran hispanos o latinos de cualquier raza.